# توجيه أسري للمقبلين على الزواج
التوجيه الأسري هو ما يقوم به الوالدان أو من يقوم مقامهما من إرشاد وتوجيه المقدمين على الزواج أو المتزوجين في مراحل حياتهم الزوجية، وقد أكدت جميع البحوث والدراسات التي وصلت إليها لجنة الأسرة في المؤتمرات والندوات أنه من الضروري قيام جماعات مثقفة بمساعدة الآباء في وظيفة التوجيه الأسري، فالتوجيه ناحية إيجابية يحتاجها الإنسان خلال مراحل حياته ومهام الحياة التي تواجهه حتى تصبح حياته مستقرة.

## أهدافه
1. مساعدة المقدمين على الزواج أو المخطوبين أو الزوجين على معرفة أنفسهم معرفة واسعة.
2. المساعدة على الإجابة لكل التساؤلات و الاستشارات التي تساعد العائلة على تحقيق أكبر قدر من الاستقرار.
3. حل المشكلات؛ لأن مساعدة الأسرة على تفهم الأسباب تجعل الأسرة قادرة على المساعدة في حل المشاكل

## طرقه وتقنياته
1. طريقة البحث عن البدائل، فلكل مشكلة حل، ولكن يجب أن ناخذ حلول تناسب هذه المشكلة، لأن ليست كل الحلول الممكنة توصلنا للحل.
2. بعض الطرق التي تكون من أهم مبادئ التربية التي تجعل الفرد قادرًا على استمرار تعليم نفسه بنفسه واقتناء خبرات جديدة.
3. المساعدة على تقبل الأوضاع الجديدة.
4. التوجيه الاجتماعي، وهو أن يجتمع عدة أسر ويتم من خلالها طرح المشاكل وعلاجها، وعرض مشاكل ومناقشتها من قبل الجميع .
5. تحقيق الشخصية واستقرارها عن طريق المساعدة على تحقيق الثقة بالنفس والمساعدة على التخلص من الحساسيات والعقد.
6. الإحساس بالمواقف ومشاعر الآخرين وفهمها وتقديرها، وهنا يكمن الفهم الواعي لموقف الشخص الأكبر و تقدير أثر ذلك على المشاعر والتصرفات.
7. المرونة عن طريق سهولة الإقامة ومساعدة الفرد في مواجهة البيئة الجديدة وظروف الحياة.
8. التفاؤل والأمل؛ حيث يساعد الأمل على التغلب على مواقف الحياة والصعوبات.
9. الثقة، فالإنسان السوي ناضج الشخصية يثق في الناس مثل نفسه و يبحث عن وسائل لتدعيم الثقة.